# 특별감찰반
특별감찰반(特別監察班)은 대통령 및 대통령비서실과 관련된 자에 대한 감찰을 외압 없이 수행하기 위해 설립된 대한민국 대통령비서실 민정수석비서관실 반부패비서관실 소속기관으로 특별감찰반장은 대통령비서실 소속의 선임행정관 또는 행정관으로 보하고, 반원은 감사원·검찰청·경찰청 소속 공무원, 그 밖에 감찰업무에 전문성을 가진 공무원 중에서 대통령비서실에 파견된 사람으로 하되, 파견공무원의 수는 15명 이내로 한다. 제2의 사직동팀으로 불리기도 한다.

## 연혁
- 2003년 3월 대통령비서실 민정수석실 하에 특별감찰반 신설[4] 노무현 대통령 당시, 문재인 민정수석 시절
- 2008년 2월 대통령실 민정수석실 특별감찰반
- 2013년 3월 대통령비서실 민정수석실 특별감찰반

## 감찰 대상
- 대통령이 임명하는 행정부 소속 고위공직자
- 대통령이 임명하는 공공기관·단체 등의 장 및 임원
- 대통령의 친족 및 대통령과 특수한 관계에 있는 자

## 같이 보기
- 특별감찰관
- 특별검사
- 청와대 특별감찰반 비위 의혹